# Fritänkare
Fritänkare i ordets vidsträcktare bemärkelse kallas den som särskilt i religiösa frågor vågar lita på sitt eget tänkande och förhåller sig fritt gentemot religion, dogmer och andra auktoriteter.
Uttrycket uppstod i brittisk filosofisk litteratur i början av 1700-talet och används om anhängarna av deismen i Storbritannien och sådana tänkare i övriga Europa som i religiösa frågor intog en liknande ståndpunkt såsom Baruch Spinoza, Voltaire med flera.
Teologen och filosofen John Toland (1670–1722) som var starkt påverkad av Spinoza kallade sig själv fritänkare och blev den som gav begreppet sin betydelse.
Begreppet kan användas om personer som vill frigöra sig från kyrklig dogm, men även om mera generellt om vidsynta personer med Voltaire som mönster, eller personer som i Spinozas och Johann Gottlieb Fichtes anda är religiösa mystiker, men inom religionen söker andra banor än de vanliga.
Ordet används ofta om gudsförnekare och ateister som helt vill frigöra sig från kyrkans inflytande.